# ززه پروکوپیا
ززه پروکوپیا (انگلیسی: Zezé Procópio; ۱۲ اوت ۱۹۱۳ – ۸ فوریهٔ ۱۹۸۰) بازیکن فوتبال اهل برزیل بود.
از باشگاه‌هایی که در آن بازی کرده‌است می‌توان به باشگاه فوتبال پالمیراس، باشگاه فوتبال سائو پائولو، باشگاه فوتبال اتلتیکو مینیرو، باشگاه فوتبال بوتافوگو، و باشگاه فوتبال پالمیراس اشاره کرد.
وی همچنین در تیم ملی فوتبال برزیل بازی کرده‌است.